# Clinothelphusa kakoota
Clinothelphusa kakoota là một loài cua thuộc họ Parathelphusidae, là loài đặc hữu của Sri Lanka. Môi trường sống tự nhiên của chúng là rừng ẩm vùng đất thấp nhiệt đới hoặc cận nhiệt đới, đầm lầy nhiệt đới hoặc cận nhiệt đới, và sông ngòi. Chúng hiện đang bị đe dọa vì mất môi trường sống, và được xếp là một loài cực kỳ nguy cấp theo Sách đỏ. Loài này có ở một địa điểm duy nhất với diện tích ít hơn 100 kilômét vuông (39 dặm vuông Anh). Những loài có họ hàng gần nhất với nó là các loài cua thuộc chi đặc hữu của Sri Lanka, Ceylonthelphusa.